# Pseudoeurycea gadovii
Pseudoeurycea gadovii är en groddjursart som först beskrevs av Dunn 1926.  Pseudoeurycea gadovii ingår i släktet Pseudoeurycea och familjen lunglösa salamandrar. IUCN kategoriserar arten globalt som starkt hotad. Inga underarter finns listade i Catalogue of Life.